# Fjenneslev Sogn
Fjenneslev Sogn er et sogn i Ringsted-Sorø Provsti (Roskilde Stift).
I 1800-tallet var Fjenneslev Sogn anneks til Alsted Sogn. Begge sogne hørte til Alsted Herred i Sorø Amt. Alsted-Fjenneslev sognekommune var med i forsøget på at danne en Fjenneslev Kommune mellem Sorø og Ringsted, men da det måtte opgives, blev Alsted-Fjenneslev ved kommunalreformen i 1970 indlemmet i Sorø Kommune.
I Fjenneslev Sogn ligger Fjenneslev Kirke.
I sognet findes følgende autoriserede stednavne:
- Fjenneslev (bebyggelse)
- Fjenneslevmagle (bebyggelse, ejerlav)
- Frøsmose (areal)
- Kirke Fjenneslev (bebyggelse, ejerlav)
- Mørup (bebyggelse, ejerlav, landbrugsejendom)